# Metleucauge kompirensis
Metleucauge kompirensis là một loài nhện trong họ Tetragnathidae.
Loài này thuộc chi Metleucauge. Metleucauge kompirensis được miêu tả năm 1906 bởi Bösenberg & Strand.